# Магдушаускас, Вайдас
Вайдас Магдушаускас (лит. Vaidas Magdušauskas; род. 2 декабря 2003) — литовский футболист, полузащитник клуба «Банга» и сборной Литвы до 21 года.С 1 февраля 2024 года играет за клуб «Банга Гаргджай», контракт с ним действует до 31 декабря 2025 года. 

## Карьера
Воспитанник клуба «Банга». С августа 2018 года играл за резервный состав клуба во второй лиге, с 2019 года — за основную команду в первой лиге Литвы. Вице-чемпион первой лиги 2019 года, финалист Кубка Литвы 2019 года. В январе 2020 года перешёл в «Гройтер Фюрт», где играл за команды U17 и U19. В июле 2022 года вернулся в «Бангу». Дебютировал в А-Лиге 2 июля 2022 года в матче с «Паневежисом», отличился забитым мячом.